# Francisco Zarza Toboso
Juan Francisco Zarza Toboso (Ciudad Real, 12 de febrero de 1938 - Madrid, 10 de marzo de 1998) fue un gestor del conocimiento en los ámbitos de la hotelería y turismo, catedrático universitario y escritor español. En unión de Euraldo Molas fue fundador del primer máster de turismo en la Universidad Politécnica de Madrid.

## Biografía

### Primeros años
Fue hijo de Francisco Zarza Díaz y de Angelina Toboso Pérez, natural de La Almarcha (Cuenca). Sus padres se habían conocido en La Almarcha, cuando su padre estuvo allí destinado como Guardia Civil.
Avanzada la Guerra Civil, su padre muere en el frente y se traslada con su madre a La Almarcha, donde esta ejerció de modista en el n.º 20 de la calle Real y donde Francisco pasó su infancia.

### Formación
Estudió en el Colegio de Huérfanos de la Guardia Civil de Madrid y después hizo la carrera de Magisterio (1957). Posteriormente realizó y terminó la carrera de Filosofía y Letras (1976) y la de Políticas y Sociología en la Universidad Pontificia de Salamanca, carreras que después convalidó en la Universidad Complutense de Madrid (1979).

### Actividad didáctica
Fue profesor y jefe de estudios de la Escuela Superior de Hostelería y Turismo de la Casa de Campo de Madrid -fundada el 4 de marzo de 1959-.
Fue secretario de la Asociación Española de Directores de Hotel y miembro de la Federación de Escritores y Periodistas especializados en Turismo, además de conferenciante y articulista habitual en medios de comunicación del sector. 
Impartió clases de Sociología a los alumnos de Derecho en la Universidad CEU San Pablo y promovió los cursos de verano de Hostelería en Marbella, donde además fue conferenciante. También dio cursos en Alicante y Sevilla.
Junto con Euraldo Molas fue fundador del primer máster de turismo en la Universidad Politécnica de Madrid que se impartía en la Escuela de Caminos. Fue uno de los artífices para que los estudios de turismo se convirtieran en carrera universitaria. 
“Vale quien sirve” es la máxima en la que resumió su concepto del buen profesional de la hostelería. “Buscar que los demás se encuentren a gusto gracias a nuestra labor, prescindiendo de adulaciones, solo por el placer del trabajo bien hecho y la satisfacción que ello produce”.

## Publicaciones
- En colaboración con su amigo José María Centeno, escribió en dos volúmenes Cocinando a la española. Bilbao, Editorial Cantabria, 1974. Se reeditó en 1977 y 1981. ISBN 84-221-0364-8
- En colaboración con José María Centeno publicó en tres volúmenes la Enciclopedia de la Cocina. Bilbao, Asuri, 1975. Se reeditó en 1979 y 1981. ISBN 84-221-0395-8
- En colaboración con José María Centeno publica Cocina regional. Bilbao, Editorial Cantabria, 1979. Se reeditó en 1980 y 1985. ISBN 84-221-0378-8
- Análisis de la situación de las enseñanzas técnico-turísticas y su adecuación al mercado laboral. I Jornadas técnicas sobre Enseñanzas de Hostelería y Turismo. España, 1987 - páginas 91-106. ISBN 84-505-6432-8
- Redactó el prólogo del Diccionario de hostelería que publicaron en 1993 Jesús Felipe Gallego y Ramón Peyrolón Melendo.
- Prologa el libro Cómo conseguir que los clientes repitan en hostelería de Doménec Biosca.

## Reconocimientos, condecoraciones y premios
Considerado una auténtica autoridad en el ámbito de la hostelería. En señal de reconocimiento a su labor didáctica, al año de su muerte se le hizo un homenaje y se puso su busto en el aula magna de la escuela superior de hostelería y turismo de la Casa de Campo.[cita requerida]
Entre otras condecoraciones que se le concedieron figuran: la Encomienda de la Orden de Alfonso X el Sabio (1975) y la medalla de plata al Mérito Turístico (1985).
A título póstumo, la confederación española de restaurantes, cafeterías y bares le concedió el premio nacional al mérito hotelero (1999).
En agradecimiento a su labor, sus alumnos lo recuerdan en sus artículos y en sus libros.